# Vincent Kompany
Vincent Jean Mpoy Kompany (französisch [vɛ̃sɑ̃ kɔ̃pani];  * 10. April 1986 in Ukkel) ist ein belgischer Fußballtrainer und ehemaliger Fußballspieler. Er spielte für die belgische Nationalmannschaft. Nach über zehn Jahren und mehr als 250 Ligaspielen für Manchester City beendete er 2020 seine Profi-Karriere beim RSC Anderlecht, für den er bereits in der Jugend und zu Beginn seiner Karriere gespielt hatte. Er wurde in der Innenverteidigung und im defensiven Mittelfeld eingesetzt. Seit Sommer 2024 ist er Cheftrainer des FC Bayern München.

## Karriere als Spieler

### Vereine

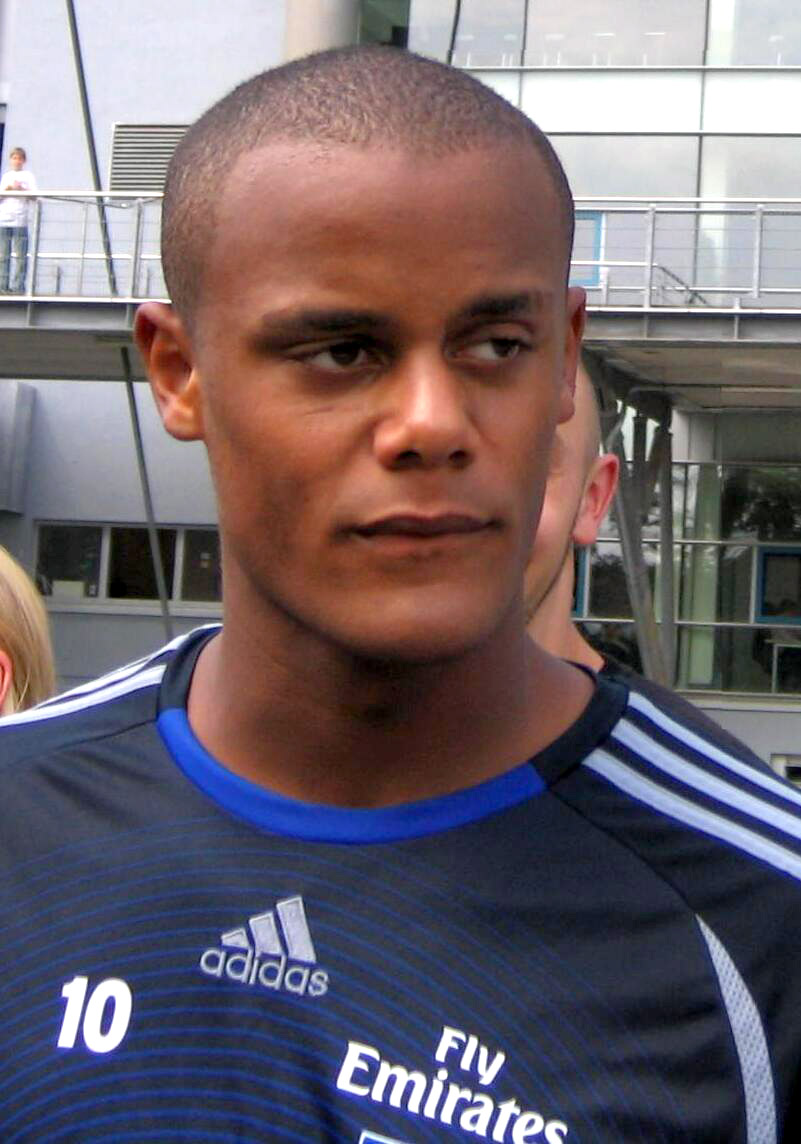
Kompany als Spieler des Hamburger SV (2006)

Kompany bestach durch seine physische Stärke, verfügte aber auch über eine außergewöhnlich gute Technik. Er spielte in seiner Jugend beim RSC Anderlecht. In der Saison 2002/03, mit 17 Jahren, schaffte Kompany den Sprung in die Stammelf der Profimannschaft.
2004 wurde er belgischer Meister mit dem RSC Anderlecht. Noch im gleichen Jahr wurde er mit großem Vorsprung zum belgischen Fußballer des Jahres gewählt. Sowohl 2004 als auch 2005 erhielt er den „Ebenholz-Schuh“ für den besten afrikanischen bzw. afrikanischstämmigen Fußballer in Belgien, 2006 wurde er nicht mehr hierfür nominiert.
Zum Ende der Spielzeit 2005/06 konnte er seine zweite Meisterschaft mit den Lila-Weißen feiern.
Zur Saison 2006/07 verpflichtete ihn der Hamburger SV als Nachfolger von Daniel Van Buyten für ca. acht Millionen Euro sowie weitere erfolgsabhängige Zahlungen. Er unterschrieb einen Vertrag bis 2012 und war bis zur Verpflichtung von Thiago Neves die teuerste Verpflichtung in der Vereinsgeschichte des HSV.
Im November 2006 aber verletzte er sich und kam nur auf sechs Saisoneinsätze. In der Vorbereitung zur Saison 2007/08 gab Kompany gegen eine Amateurmannschaft sein Comeback; am 29. Juli 2007 gelang ihm im UI-Cup-Rückspiel gegen FC Dacia Chișinău sein erstes Tor nach seiner Pause. Sein einziges Bundesligator schoss Kompany am 28. Oktober 2007 beim 1:0-Auswärtssieg gegen den MSV Duisburg.
Nach dem ersten Bundesligaspieltag der Saison 2008/09, an dem er im Spiel bei FC Bayern München eingewechselt worden war, wechselte er in die Premier League zu Manchester City, wo er einen Vertrag bis 2012 unterschrieb und schließlich bis 2019 bleiben sollte. Bereits 2009 verlängerte er seinen Vertrag erstmals um weitere zwei Jahre bis 2014, nachdem er in seiner Premierensaison 45 Pflichtspiele absolvierte und vertretungsweise als Kapitän fungierte. Bei den Citizens entwickelte sich Kompany zu einem Führungsspieler und wurde vor der Saison 2011/12 als Nachfolger von Carlos Tévez zum Kapitän seines Teams ernannt. Zum Ende derselben Saison feierte er seine erste englische Meisterschaft mit dem Verein und wurde zum Spieler der Saison von Manchester City gewählt. Im April 2015 verletzte sich Kompany und fiel für den Rest der Saison aus. In den folgenden eineinhalb Jahren wurde er mehrfach durch Verletzungen zurückgeworfen.
Kompany galt als intelligenter und physisch starker Abwehrspieler. Er war in seiner Zeit bei Manchester City ebenso für seine technischen Qualitäten und seine Führungsstärke bekannt, ebenso gelobt wurde seine Fähigkeit, seine Gegenspieler zu antizipieren. 2019 wurde er als einer der besten Verteidiger in der Geschichte der Premier League bezeichnet.
Zur Saison 2019/20 kehrte Kompany zum RSC Anderlecht zurück und übernahm parallel zeitweise die Aufgabe des Cheftrainers. Er absolvierte 15 Erstligaspiele (alle von Beginn), in denen er ein Tor erzielte. Nachdem er die ersten zwei Spiele der neuen Saison verletzt nicht spielen konnte, beendete Kompany seine Karriere.

### Nationalmannschaft
2004 wurde Kompany das erste Mal in den Kader der belgischen Nationalmannschaft berufen. Er war damit der jüngste Nationalspieler seines Landes nach Paul van Himst. Bei der U-21-Fußball-Europameisterschaft 2007 wurde er für die U-21 Belgiens nominiert. Allerdings musste er wegen einer Verletzung passen. Das Team erreichte ohne ihn das Halbfinale und schied dort gegen Serbien aus.
Er wurde für die Olympischen Spiele 2008 in das Fußballteam von Belgien berufen. Nachdem der oberste Sportgerichtshof CAS bestätigt hatte, dass Bundesligavereine ihre Spieler für Olympische Spiele nicht abstellen müssen, wurde Kompany nach der Vorrunde nach Deutschland zurückbeordert.
Mit 89 Länderspielen gehört Kompany zu den 15 Spielern mit den meisten Länderspielen für sein Heimatland.
Kompany verpasste die EM-Endrunde 2016 wegen einer Verletzung an der Leiste. Aufgrund dieser Verletzung konnte er auch nur bei den letzten zwei Qualifikationsspielen zur Fußball-Weltmeisterschaft 2018 spielen. Im Turnier selbst spielte er ab dem Vorrundenspiel gegen England bis zum Spiel um den 3. Platz, welches die belgische Nationalmannschaft gewann.

## Karriere als Trainer

### RSC Anderlecht
Zur Saison 2019/20 kehrte Kompany zum RSC Anderlecht zurück, bei dem er einen Vertrag mit einer Laufzeit bis zum 30. Juni 2022 unterschrieb. Der RSC Anderlecht beschrieb seine Aufgabe als joueur-manager (deutsch Spieler-Manager). Dies wurde allgemein dahingehend interpretiert, dass er Spielertrainer sei. Dazu passte die Erklärung von Anderlecht, dass Kompany die grundlegenden Entscheidungen in Bezug auf Taktik und Aufstellung trifft, auch wenn er keine Trainerlizenz besitzt; in Streitfragen habe er das letzte Wort. Als offizieller Cheftrainer wurde ebenfalls mit dreijähriger Vertragslaufzeit Simon Davies verpflichtet, der zuvor im Nachwuchs von Manchester City aktiv gewesen war.
Am 22. August 2019 hatte Anderlecht nur zwei von 12 möglichen Punkten errungen. Daher wurde die Aufgaben-Aufteilung verändert: Während vorher der jeweils älteste Spieler (nach Kompany) als Kapitän fungierte, übernahm Kompany die Aufgabe des Kapitäns der Mannschaft. Des Weiteren konzentrierte er sich an Spieltagen auf seine Aufgaben als Spieler. Auch nachdem der RSC Anderlecht am 2. Oktober 2019 Franky Vercauteren als neuen Cheftrainer verpflichtete, wobei der bisherige Cheftrainer Simon Davies als Assistenztrainer beim Verein verblieb, hieß es zunächst, dass Kompanys Tätigkeit als Spieler-Manager unverändert bleibe. Die Lizenzkommission des belgischen Fußballverbandes stellte am 15. Oktober 2019 fest, dass Kompany zumindest in der Zeit bis 26. September 2019 tatsächlich die Aufgaben des Cheftrainers wahrgenommen hat, ohne im Besitz der dafür notwendigen Trainerlizenz zu sein. Dies begründete die Kommission mit dem tatsächlichen Verhalten von Kompany bei Pressekonferenzen und beim öffentlichen Training und der Erklärung des RSC Anderlechts aus Mai 2019, dass Kompany in Streitfällen das letzte Wort habe. Den anderweitigen Inhalt des Arbeitsvertrages berücksichtigte die Kommission nicht. Der RSC wurde von der Kommission mit der höchstmöglichen Geldstrafe in Höhe von 5000 Euro bestraft. Zugleich wurde dem Verein ein Lizenzentzug angedroht, falls Kompany weiterhin ohne Lizenz als Trainer tätig sei. Der RSC Anderlecht akzeptierte dieses Urteil am 20. Oktober 2019, betonte dabei aber, dass Kompany nicht als Trainer tätig sei. Er hätte lediglich Management-Aufgaben übernommen. Der Verein verwies auf die vertraglichen Regelungen. Natürlich sei Kompany ein erfahrener Spieler, der vom Trainer schon mal um Rat gefragt würde, und der auch im Training eine Führungsrolle gegenüber den anderen Spielern übernehme.
Nach den ersten zwei Spielen der Saison 2020/21 übernahm er die Mannschaft nun offiziell als Cheftrainer von Vercauteren, von dem sich der Verein trennte. Er unterschrieb einen Vertrag bis zum 30. Juni 2024. Allerdings besaß Kompany zu dem Zeitpunkt nach wie vor keine ausreichende Trainerlizenz. Er nahm lediglich an entsprechenden Lehrgängen teil. Anderlecht beendete die Saison auf dem vierten Rang.
Nachdem der RSC Anderlecht die Saison 2021/22 mit dem 3. Platz in den Meister-Play-off abschloss, zu Beginn der Saison in den Play-offs zur Conference League gegen Vitesse Arnheim ausgeschieden war und das Pokalendspiel gegen KRC Genk verloren hatte, einigten sich Verein und Kompany einige Tage nach Saisonende auf eine einvernehmliche Aufhebung des Vertrages.

### FC Burnley
Zur Saison 2022/23 kehrte Kompany nach England zurück und übernahm den Premier League-Absteiger FC Burnley in der EFL Championship, der 2. englischen Liga. Seine UEFA-Pro-Trainerlizenz erhielt er im Jahr 2023. Am 27. März 2023 wurde das durch den belgischen Verband bekanntgegeben. 
Am 7. April 2023 konnte mit einem 2:1-Sieg beim FC Middlesbrough der Wiederaufstieg in die Premier League perfekt gemacht werden. In der Saison 2023/24 stieg der FC Burnley unter Kompany jedoch wieder ab. Mit 24 Punkten holte die Mannschaft so wenige wie nie zuvor in der Clubgeschichte. Sein Vertrag galt noch bis 2028.

### FC Bayern München
Zur Saison 2024/25 übernahm Kompany den FC Bayern München als Nachfolger von Thomas Tuchel. Er unterschrieb einen Vertrag bis zum 30. Juni 2027. Die Münchner waren in der Vorsaison erstmals seit 2012 nicht deutscher Meister geworden und hatten auf dem 3. Platz die schlechteste Platzierung seit 2011 erzielt. Unter Kompany gewannen sie in seiner ersten Bundesliga-Saison mit 82 Zählern, der höchsten Punktzahl seit fünf Jahren, die Meisterschaft. Im DFB-Pokal 2024/25 unterlagen die Münchner im Achtelfinale dem Titelverteidiger Bayer 04 Leverkusen mit 0:1.

## Titel

### Als Spieler
Manchester City
- Englischer Meister (4): 2012, 2014, 2018, 2019
- Englischer Pokalsieger (2): 2011, 2019
- Englischer Ligapokalsieger (4): 2014, 2016, 2018, 2019
- Englischer Supercupsieger (2): 2012, 2018

RSC Anderlecht
- Belgischer Meister (2): 2004, 2006

Individuell
- PFA Team of the Year (3): 2010/11, 2011/12, 2013/14
- Premier League Player of the Season: 2011/12
- Belgiens Fußballer des Jahres: 2004
- Ebbenhouten Schoen: 2004, 2005
- Aufnahme in die Hall of Fame der Premier League: 2022
- Aufnahme in die Hall of Fame der Pro League: 2024

### Als Trainer
FC Bayern München
- Deutscher Meister: 2025
- Deutscher Supercupsieger: 2025

FC Burnley
- Englischer Zweitligameister und Aufstieg in die Premier League: 2023

## Persönliches
Sein Vater Pierre Kompany wurde 1947 in Belgisch-Kongo geboren und floh 1975 vor der Mobutu-Diktatur nach Belgien. Er ist Berater seines Sohns und war von 2018 bis 2022 Bürgermeister von Ganshoren, womit er zum ersten schwarzen Bürgermeister in Belgien wurde. Seine 2007 verstorbene Mutter Jocelyne war Belgierin. Er hat eine ältere Schwester und einen Bruder, François, welcher ebenfalls Fußballspieler ist. Vincent Kompany ist mit einer Engländerin verheiratet und hat eine Tochter sowie zwei Söhne.
Nachdem im März 2013 der FC Bleid insolvent gegangen war, kaufte er diesen auf und gründete ihn als BX Brussels neu. Er leitet den Verein zusammen mit dem ehemaligen Fußballprofi Gabriel N’Galula und dem ehemaligen Lierse-SK-Geschäftsführer Jesse De Preter. Kompany ist seit 2015 am Grand-Place in Brüssel und am Groenplaats in Antwerpen Geschäftsführer zweier Sportsbars mit dem Namen Good Kompany.
Kompany spricht neben Französisch und Niederländisch auch Deutsch und Englisch fließend und verfügt über grundlegende Italienisch- und Spanischkenntnisse. Seit Januar 2018 hat er einen Abschluss als Master of Business Administration (MBA) von der Alliance Manchester Business School.